# François Léotard
François Léotard (Cannes, 26 marzo 1942 – Fréjus, 25 aprile 2023) è stato un politico francese.

## Biografia
François Léotard era figlio di André Léotard, funzionario della Corte dei conti e sindaco di Fréjus dal 1959 al 1971. Suo padre era monarchico e sostenitore del nazionalismo integrale di Charles Maurras. Il cantante e attore Philippe Léotard (1940-2001) era suo fratello. Frequentò il Lycée Charlemagne. Per protestare contro la guerra d'Algeria, da studente di giurisprudenza si unì al Partito Socialista Unificato (PSU) nel 1961-62. Nel 1964, si ritirò per un anno nel monastero benedettino di La Pierre-Qui-Vire. 
Nel 1968 divenne segretario del cancelliere presso il Ministero degli affari esteri e dal 1971 al 1973 frequentò l'École nationale d'administration (ENA); fu compagno di corso di Laurent Fabius, Gérard Longuet e Odon Vallet. Lavorò poi fino al 1975 presso lo staff del Prefetto di Parigi, dove fu responsabile dell'urbanistica e dell'ambiente; poi per il Prefetto della Dordogna. Dal 1976 al 1977 fu membro dello staff del Ministro dell'interno Michel Poniatowski, a sua volta stretto confidente del Presidente Valéry Giscard d'Estaing.

## Carriera politica
Poniatowski convinse Léotard a passare dall'amministrazione alla politica. Entrò a far parte del Partito Repubblicano (PR), fu eletto sindaco di Fréjus nel 1977 e l'anno successivo deputato all'Assemblea nazionale, in rappresentanza della circoscrizione del dipartimento del Var. Apparteneva alla fazione dell'Unione per la Democrazia Francese (UDF), un'alleanza politica che includeva il PR e sosteneva la presidenza di Giscard d'Estaing. Fu rieletto deputato cinque volte e ricoprì la carica di parlamentare fino al 2001, con interruzioni dovute al suo incarico governativo.
Léotard fu eletto segretario generale del PR nel 1982. Prevalse in un voto serrato contro Charles Millon, che diede inizio a una lunga rivalità tra i due politici. Il gruppo di giovani leader del PR – oltre a Léotard, in particolare Gérard Longuet, Alain Madelin e Claude Malhuret – fu chiamato "gruppo Léo" dalla stampa dell'epoca. Questo gruppo dirigente guidò il partito in una direzione più conservatrice ed economicamente liberale. Dal 1986 al 1988, fu ministro della cultura e della comunicazione nel governo di coabitazione di Jacques Chirac. In questa posizione, spinse per la privatizzazione del canale televisivo TF1. 

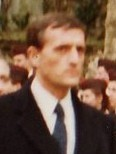
François Léotard nel 1988

Nel 1988 divenne presidente del Parti républicain (Partito Repubblicano). Léotard era un fermo oppositore del partito di di estrema destra Fronte Nazionale (FN), che aveva una roccaforte nel suo dipartimento d'origine, il Var. Nel 1990, Gérard Longuet lo sostituì come presidente del partito. Dal 1993 al 1995, Léotard fu ministro della difesa nel governo di Édouard Balladur (la seconda Coabitazione). In questa posizione, fu responsabile di un riorientamento della politica di sicurezza francese dopo la fine della Guerra Fredda. Per la prima volta dal ritiro della Francia dall'integrazione militare della NATO durante la presidenza di de Gaulle nel 1966, mise truppe francesi attive a disposizione del Comandante supremo alleato in Europa (SACEUR). Fornì inoltre garanzie di sicurezza ai paesi limitrofi dell'Europa centro-orientale (CEE). Nel gennaio 1994, tuttavia, lanciò anche l'idea di un trattato tra la NATO e l'Unione europea occidentale (UEO) da una parte, e la Russia dall'altra. 
Nelle elezioni presidenziali del 1995, Léotard sostenne Édouard Balladur, mentre l'ex presidente Giscard d'Estaing sostenne la candidatura di Jacques Chirac. Ciò portò alla scissione dei fedelissimi di Giscard dal PR. Nel giugno di quell'anno, Léotard fu rieletto leader del partito. Il mese successivo, dovette sottoporsi a tre bypass coronarici. Rimase sindaco di Fréjus fino al 1997. Come successore di Giscard d'Estaing, Léotard fu presidente dell'UDF dal 1996 al 1998. Il PR cambiò il suo nome in Democrazia Liberale (DL) nel 1997 e Alain Madelin divenne presidente del partito.
Alle elezioni regionali del 1998 nella sua regione natale, la Provenza-Alpi-Costa Azzurra, Léotard fu il candidato capolista dei partiti centristi (UDF e RPR). Tuttavia, la sua lista arrivò terza dietro al Blocco di Sinistra e al Fronte Nazionale. A differenza dei candidati dell'UDF in altre regioni (tra cui Charles Millon nel Rodano-Alpi), Léotard rifiutò qualsiasi collaborazione con l'FN, permettendo invece al socialista Michel Vauzelle di essere eletto presidente regionale. Quando il DL si staccò dall'UDF dopo le elezioni regionali, Léotard rimase in quest'ultima formazione. A tal fine, fondò il piccolo partito Pôle républicain indépendant et libéral (PRIL) insieme a Gilles de Robien, Alain Lamassoure e Gérard Longuet. Cedette la presidenza dell'UDF a François Bayrou. Nel novembre 1998, il PRIL si fuse nella Nouvelle UDF, che non era più una semplice alleanza ma un partito unificato. Successivamente si ritirò gradualmente dalla politica. Nel 2001 fu rappresentante speciale dell'UE per la Macedonia. Alla fine del 2001, fu nominato ispettore generale delle finanze, dimettendosi dal suo seggio parlamentare. Dopo la fine del suo mandato come ispettore generale delle finanze, fondò la Medbridge Association for Exchange between Europe and the Middle East nel 2003 con Willy De Clercq, Ana de Palacio e Marco Pannella, tra gli altri.
Nello scandalo che circondò il finanziamento illegale ai partiti dell'ex PR, Léotard fu incriminato per riciclaggio di denaro nell'agosto 1998. Il tribunale penale di Parigi lo condannò a dieci mesi di reclusione con sospensione condizionale nel 2004. Per il suo coinvolgimento nell'"affare Karachi" riguardante le tangenti nella vendita di sottomarini della classe Agosta al Pakistan durante il suo mandato come ministro della Difesa (1993-95), il Tribunale della Repubblica ha dichiarato Léotard colpevole nel marzo 2021 di favoreggiamento di appropriazione indebita di beni aziendali. È stato condannato a due anni di reclusione con sospensione condizionale e a una multa di 100.000 euro. Nel frattempo, il coimputato, l'ex primo ministro e candidato alla presidenza Édouard Balladur, è stato assolto. La Corte di cassazione ha respinto il ricorso di Léotard, rendendo il verdetto definitivo.